# Dihydropteroat-Synthase
Die Dihydropteroat-Synthase (DHPS) ist ein Enzym, das im Folsäure-Stoffwechsel von Bakterien, Pilzen und Pflanzen vorkommt, nicht aber in Tieren. In Archaeen ist die Dihydropteroat-Synthase an der Biosynthese von Methanopterin beteiligt. In Tieren wird Folsäure nicht hergestellt und ist ein Vitamin, das über die Nahrung zugeführt werden muss.

## Eigenschaften
Die Dihydropteroat-Synthase katalysiert folgende Reaktion:
(7,8-Dihydropterin-6-yl)methyl-diphosphat + 4-Aminobenzoat (PABA) {\displaystyle \rightleftharpoons } 7,8-Dihydropteroat (H2Pte) + Diphosphat

Reaktionsmechanismus der Dihydropteroat-Synthase (DHPS). (1): (7,8-Dihydropterin-6-yl)methyl-diphosphat; (2): 4-Aminobenzoat; (3): 7,8-Dihydropteroat; (4): Diphosphat

Die Sulfonamide, eine Klasse von Antibiotika, sind kompetitive Hemmstoffe der Bindung von 4-Aminobenzoat an der Dihydropteroat-Synthase. Allerdings haben verschiedene Pathogene Resistenzmechanismen gegen die Hemmung durch Sulfonamide entwickelt, unter anderem durch Punktmutationen in der Dihydropteroat-Synthase, wie Plasmodium falciparum gegen Sulfadoxin-Pyrimethamin oder Pneumocystis jirovecii gegen Trimethoprim und Sulfamethoxazol. In Escherichia coli liegt das Gen für die Dihydropteroat-Synthase (Gen sulI) auf verschiedenen Resistenz-Plasmiden und auf Tn21-verwandten Transposons. Das Plasmid pDGO100 enthält zwei Kopien von sulI.
In Pflanzen wie Arabidopsis thaliana ist die Dihydropteroat-Synthase ein Teil eines mitochondrialen Enzymkomplexes aus zwei Enzymen mit der 2-Amino-4-hydroxy-6-hydroxymethyldihydropteridin-Diphosphokinase, ebenso im Pilz Pneumocystis jirovecii (Gen fas). Im Hefepilz Saccharomyces cerevisiae besitzt dieser Enzymkomplex (Dihydropteroat-Synthase-Gen fol1) noch ein drittes Enzym, die Dihydroneopterin-Aldolase.